# فضيحة النقد مقابل النفوذ 2011
فضيحة النقد مقابل النفوذ 2011 في عام 2011 فتح مكتب مكافحة الاحتيال التابع لـ المفوضية الأوروبية تحقيقًا رسميًا بشأن الفساد ضد أربعة أعضاء في البرلمان الأوروبي، وهم: الروماني أدريان سيفيرين والنمساوي إرنست ستراسر والإسباني بابلو زالبا بيديجين (الذي تمت تبرئته من ارتكاب أي مخالفات) والسلوفيني زوران ثالر، بعد مقال في صحيفة صنداي تايمز زعم أنهم حاولوا التأثير على تشريعات الاتحاد الأوروبي مقابل المال. ذهب صحفيو صنداي تايمز متخفين واتصلوا بـ 60 من أعضاء البرلمان الأوروبي متظاهرين بأنهم جماعات ضغط وطلبوا التصويت على طاولة أو دعم تعديلات معينة مقابل المال.

## لوائح الاتهام
استقال ستراسر وتالر في مارس 2011، وحُكم على ستراسر بالسجن أربع سنوات في 14 يناير 2013. رفض مكتب مكافحة الاحتيال القضية المرفوعة ضد ثالر مدعيا أنه لم يتمكن من العثور على «دليل يدعم الاشتباه في ارتكاب مخالفات» (على الرغم من أنه ألقى باللوم على البرلمان الأوروبي في «رفضه تقديم الدعم اللازم أثناء التحقيق»). ومع ذلك في يناير 2014 وجد النظام القضائي في سلوفينيا ثيلر مذنبًا وحكم عليه بالسجن لمدة عامين ونصف.
بادعاء براءته رفض أدريان سيفرين التنحي واستمر في العمل كعضو في البرلمان الأوروبي حتى بعد طرده من قبل مجموعة الاشتراكيين والديمقراطيين في البرلمان الأوروبي. وجهت إليه وكالة مكافحة الفساد الرومانية لائحة اتهام في سبتمبر 2013، وفي فبراير 2016 أدين بالسجن ثلاث سنوات ونصف في المحكمة، على الرغم من استئناف الحكم. في 16 نوفمبر 2016 صدر حكم نهائي وتم رفع العقوبة إلى 4 سنوات سجن. لا يزال يحظى بدعم الحزب الاشتراكي الديمقراطي، حزبه السياسي في رومانيا.